# Балабан (инструмент)
Балабан, или баламан (азер. Balaban) дрвени је дувачки инструмент, цилиндричног облика, са двоструким језичком дужине око 35 цм, са осам отвора који се покривају прстима и једном рупом која се покрива палцем. Балабан, један од древних дувачких инструмената, је заступљен у свим крајевима Азербејџана. Овај инструмент је заступљен и у Иранском Азербејџану и у републици Азербејџан.
Балабан се најчешће прави од тврдих врста дрвећа као што су дуд или орах.Унутрашња шупљина у инструменту износи око 1.5 цм у пречнику. Двоструки језичак је израђен је од трске, дугачак је око 6 цм и раван је на једном крају. Извођач користи ваздух који се налази у устима да би наставио да свира балабан док удише ваздух у плућа. Ова "кружна" техника дисања обично се користи на свим дувачким инструментима са двоструким језичком са Средњег истока.

## Опис инструмента
Балабан има 8 рупа на предњој страни и једну на задњој страни у делу висине прве и друге рупе на предњој страни. Састоји се од цева, језичка, регулатора, и поклопца.
Цев балабана, или говда, је цилиндрична цев дужине од280 до 320 мм направљену најчешће од кајсијиног дрвета (понекад и од лешника, крушке, дуда, шимшира, итд.). Процес изрезивања балабанског цева назива се "балабан чакма". Горњи крај цеви ( баш  или  куп ) има округли облик, а доњи крај ( ајаг ) је зашиљен. Унутрашња шупљина има пречник око 10 мм. Осам рупа или "тонова" који чине "звучни тон" ("сас пардаси") направљени су на предњој страни а једна рупа је направљена на доњој страни, насупрот од интервала између прве и друге рупе. Понекад се на доњем крају доње стране направи додатна рупа која се зове "низам пардаси", како би се обезбедио боља боја звука.
Рупе на инструменту су класификоване на следећи начин:
| Звучни тон– сас пардаси | Функционалне | #1 – први тон– баш парда            |
| Звучни тон– сас пардаси | Функционалне | #4 – главни тон – шах парда         |
| Звучни тон– сас пардаси | Функционалне | #6 – отворени тон– ачиг парда       |
| Звучни тон– сас пардаси | Функционалне | #8 – доњи тон– ајаг парда           |
| Звучни тон– сас пардаси | Функционалне | позадински тон– арха парда          |
| Звучни тон– сас пардаси | Тонске       | #2 – тон сегаха – сегах пардаси (1) |
| Звучни тон– сас пардаси | Тонске       | #5 – тон сегаха – сегах пардаси (2) |
| Звучни тон– сас пардаси | Тонске       | #7 – тон махур – махур пардаси      |
| Звучни тон– сас пардаси | Акустичне    | доњи тон баланса – низам пардаси    |

Језичак (гамиш, гарги или дил) је направљен од трске и убацује се у горњи отвор. Он се изравња и добија облик двоструког језичка. Он је везан за главну цев регулатором дужине 60мм и ширине 10мм који се прави од врбе или винове лозе пресечене уздужно. Поклопац прави се од врбе, лешника, дрена или дуда и ставља се на језичак како би се спречила оштећења. Везан је за регулатор да се не би изгубио.

## Употреба
У свечаним приликама, као што су свадбе и церемоније одмора, свирача балабана прати перкусиониста. Традиционална Азерска музичка група која је састављена од два свирача балабана и перкусионисте назива се балабанчилар дастаси. Кратка свирка азербејџанског мугама која је одсвирана на балабану, националног дувачког инструмента, била је убачена на Војаџер Златни Рекорд, која је прикључена свемирској летелици Војаџер да репрезентује светску музику, поред мноштво других културних достигнућа човечанства. Такође се користио у пастирским песмама и погребној музици. Према неким подацима ловци су свирали балабане како би привукли препелице. Одређене врсте балабана се такође користе у ашик музици.

## Галерија
- Ашик музичари свирају балабан у Бакуу
- Азербејџански музички инструменти (укључујући и балабан) на поштанској маркици Совјетског Савеза, 1990.